# Рацемизация
Рацемизация — химический термин. Обозначает преобразование оптически активного вещества или смеси, где присутствует только один энантиомер, в смесь, содержащую более одного энантиомера. Если рацемизация приводит к созданию смеси, где энантиомеры присутствуют в одинаковом количестве, то смесь считается рацемической (Рацемат).

## Стереохимия
Хиральные молекулы имеют два вида (в каждой из точек асимметрии), которые отличаются по своим оптическим характеристикам: форма левого вращения ((−)-форма) вращает плоскость поляризации луча света влево, а форма правого вращения ((+)-форма) вращает эту плоскость вправо. Обе формы, которые не накладываются друг на друга при вращении в 3-мерном пространстве, называются энантиомерами.
Распространённое заблуждение состоит в том, что точка асимметрии существует только в том случае, если имеются 4 различных группы, прикреплённых к центральному атому (хиральному центру). Хотя данный частный случай всегда приводит к хиральности, другие конфигурации тоже могут быть хиральными. При рассмотрении химической стереохимии важно помнить, что молекулы существуют в 3-мерном пространстве, и поэтому могут иметь различное расположение атомов в этом пространстве.
Каждый энантиоморф в отдельности вращает плоскость поляризованного света под определенным углом, но равное количество энантиоморфов двух разновидностей взаимно нейтрализует их вращательные эффекты.